# Éghajlatváltozás Japánban

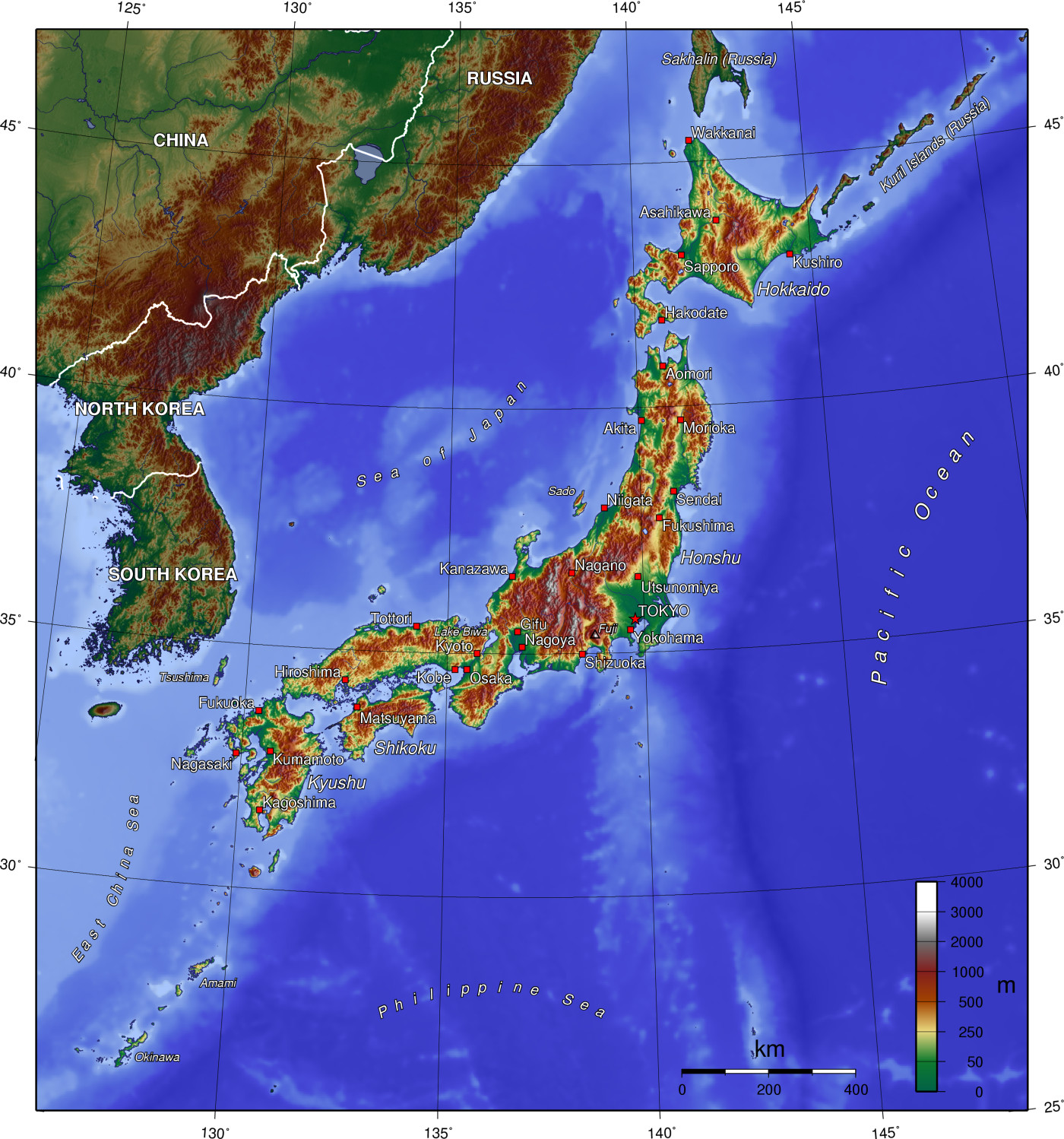
Japán topográfiai térképe

Japán éghajlata elég sokrétű. A légszennyezettség egyre gyakoribb probléma a kelet – ázsiai országban, ami elég nagy problémát jelent az így is szélsőséges időjárásuknak. Négyféle éghajlat uralkodik a szigeteken, melyek északról dél fele haladva a következők:– Szubarktikus– Hideg mérsékelt– Mérsékelt – Szubtropikus.

## Japán légszennyezettsége
Az Éghajlatváltozási Kormányközi Testület (IPCC) két hipotetikus jövőbeli végkifejletet vet elénk. Az egyik az „A1B” feltevés, amely abból indul ki, hogy a jövő világának nagyobb globális gazdasági növekedése lesz. Ezzel együtt a szén-dioxid koncentrációja a levegőben a 2100. évre kritikus pontot érhet el. A másik a „B1” lehetőség azon a feltételezésen alapul, hogy a jövő világának globális zöld gazdasága lesz, ezáltal a szén-dioxid koncentrációja jelentősen alacsonyabb lehet 2100-ra.
A Föld-szimulátor számításai felfedték, hogy naponta egy kicsivel melegedni fog az éghajlat Japánban 2071 és 2100 között. A hőmérséklet megnövekedett 3 °C-kal a „B1” feltevés szerint, és 4,2 °C-kal az „A1B” szerint 1971 és 2000-res évek között. Japánban a nyári csapadék folyamatosan emelkedett a globális felmelegedés miatt.

## Ellenlépések a légszennyezéssel szemben
Jelenleg Japán világelső az éghajlatbarát technológiák fejlesztésében. A Honda és a Toyota hibrid elektromos járműveket a legmagasabb üzemanyag-hatékonyság és a legalacsonyabb kibocsátás jellemezte. Az üzemanyag-fogyasztás és a kibocsátáscsökkenés a hibrid rendszerek, a bioüzemanyagok, a könnyebb súlyú anyagok és a jobb mérnöki technológia fejlett technológiájának köszönhető.
A Kiotói jegyzőkönyv aláíróként és az 1997-es konferenciának a fogadójaként, amely Japánban van, szerződéses kötelezettségei vannak a szén-dioxid-kibocsátás csökkentése és más, az éghajlatváltozás visszaszorításával kapcsolatos lépések megtételére. A korábbi miniszterelnök, Koizumi Dzsunicsiró által bevezetett Cool Biz kampány célja az energiafelhasználás csökkentése volt a kormányzati hivatalok légkondicionáló használatának csökkentésével.
Japán fővárosa, Tokió arra készül, hogy kényszerítse az iparágat az üvegházhatást okozó gázok nagymértékű csökkentésére, vezető szerepet vállalva egy olyan országban, amely küzd a Kiotói Jegyzőkönyv kötelezettségeinek teljesítésével. Tokió szelíd kormányzója, Isihara Sintaró úgy döntött, hogy egyedül megy, és létrehozza Japán első kibocsátáscsökkentő rendszerét, amely az üvegházhatást okozó gázok kibocsátását 2020-ra összesen 25%-kal csökkenti a 2000. évi szintről.
2008. június 25-én a Tokiói Metropolitan Közgyűlés jóváhagyta a szén-dioxid-kibocsátás csökkentésére irányuló programot 2010-től. 1300 nagyméretű iroda és gyár van Tokióban, amely évi 1500 hektár kőolajnak megfelelő villamos energiát fogyaszt. Évente csökkenteniük kell a széndioxid-kibocsátás 15-20% -át az átlagos mennyiségnek a törvény előtti három év során. Igénybe vehetik a kibocsátás-kereskedelmet is, de ha a célzott csökkentés nem érhető el 2020-ig, legalább 500 000 JPY összegű büntetés kerül felszámításra. Ez a büntetés az első kiszabható szabályozás Japánban.

## Időjárási különbségek
Japán egy olyan szigetcsoportból áll, amely az északi szélesség 32-45 fokáig terjed. Az országnak általában hegyvidéki területe van, különösen a Honsú-sziget, ahol a legmagasabb csúcsok meghaladják a 12000 lábat (3600 m). Az északi szigetek legmagasabb hegyeit (Honsú és Hokkaidó) egész évben hó fedi.
Japán éghajlatát befolyásolja az ázsiai monszun, de számos különbség van Japán és szomszédjai, Korea vagy Észak-Kína között. Az ázsiai kontinenstől a Japán tengerig elkülönítve a japán szigeteknek a tenger által módosított éghajlata van; így a szárazföld azonos szélességi területeivel összehasonlítva a tél kevésbé hideg, és az eső vagy a havazás sokkal hevesebb.
A Szibériából és Mandzsúriából származó hűvös, kiforduló téli monszunszelek felmelegednek és felszedik a nedvességet a tenger felett, mielőtt Japánba érnek; így a téli hóesés súlyosabb az északi területeken, azaz Hokkaidó és Észak-Honsú nyugati partján. A Dél-Japánban (Dél-Honsú, Kjúsú és Sikoku) a telek enyhébbek és szinte szubtrópusiak, különösen a belvizek partjainál, a szigeteket szétválasztó keskeny vízszakaszon. A téli csapadék itt elviselhetőbb; a hó és a fagy ritkán látható. Azok a frontális rendszerek, amelyek a csendes-óceáni meleg és párás levegőt alkotják, találkoznak a kontinens hideg levegőjével.
Közép- és Dél-Japán egyes részei nyár elején egy nedves szezont tapasztalnak a „szilvának” nevezett esőként. A dél-kínai-tengeri vagy a Fülöp-szigetek csendes-óceáni térségéből a tájfun által szállított második nyári és kora őszi szezon között van egy második nedves szezon, amely kettős vizes időszakot biztosít ezeknek a régióknak. Ezek a területek is ismeretesek arról, hogy nagyon meleg nyarak vannak, de a napok ritkán túlzottan melegek. Még így is, a nyári meleg gyakran sötét és elnyomó, mivel Japánnak elég magas a páratartalma, mivel minden oldalról víz veszi körül.
Észak-Japánban a nyarak rövidebbek, de viszonylag melegebbek, és a keleti partokon a nyarak a télnél nedvesebbek. Hőmérséklet a hegyekben alacsonyabb, a nyári viszonyok kellemesebbé teszik. Néhány tájfun hatással lehet Japánra minden évben május és október között. Ezek általában a Csendes-óceánon keletkeznek és északra terelődnek, így borzalmas esőt és erős szelet hoznak magukkal.
A napi napsütés Japánban mérsékelt a magas páratartalom és a nagy mennyiségű csapadék miatt. A napsütéses órák a legalacsonyabbak Észak-Japánban (Hokkaido és Northern Honshu), napi két-három órát télen, nyáron pedig öt-hat órát. Dél-Japán napjainkban napközben átlagosan 6-7 óra egész nap. Nyáron azonban kevesebb a napsütés, mint tavasszal, mivel a nyár újabb szezont jelent. A tavaszi napot Japán leginkább kellemes időszakának tartják, ahol a nap általában meleg és napos, friss és szárazabb, mint nyáron vagy ősszel.

## Éghajlat
Japánnak javarészt mérsékelt az éghajlata, ugyanakkor az északi irányból a déli irányba fokozatosan változó. Az országot hat nagy éghajlati övezetre osztjuk:
Hokkaidó – a legészakibb. A térséget jellemzi a hűvös nyár és a hideg tél. Csapadék nem igazán fordul elő, ám télen heves hóviharokat tapasztalhatunk.
Japán-tenger – Honsú nyugati partvidékén telenként az északnyugati szél erős havazásokat okoz. Nyáron általában ez a szakasz hűvösebb, de nem kizárt olykor-olykor a hőség sem.
Közép-Japán – kontinentális az éghajlat, ami azt jelenti, hogy a nappal és éjszaka közt jelentősek a hőmérséklet különbségek. A csapadékmennyiség aránylag kicsi.
Szeto-beltenger – az időjárás itt nyugodtnak mondható, ugyanis a Csúgoku és a Sikoku régiók hegyei oltalmazzák a szelektől.
Csendes-óceán – a tél hideg, nagy hóesésekkel, a nyár pedig forró, köszönhető a délkeleti monszunszélnek. 
Délnyugati-szigetek – itt szubtrópusi éghajlat a jellemző. A telek viszonylag melegek a nyár pedig forró.
A csapadék itt nagyon jellemző, főként az esős évszakokban. A tájfunok időszakosak.
Az esős évszak Okinava szigetein, május elején kezdődik. A mérsékelt övi ciklon észak felé halad, majd Hokkaidónál tűnik el, általában július végén. Honsú jelentős részén június közepe tájt kezdődik az esős évszak, ami átlagosan másfél hónapig tart. Nagy mennyiségű csapadékot hoznak magukkal a tájfunok nyár végén és ősz elején.

## Fordítás
- Ez a szócikk részben vagy egészben  a   Climate change in Japan című angol Wikipédia-szócikk fordításán alapul.  Az eredeti cikk szerkesztőit annak laptörténete sorolja fel. Ez a jelzés csupán a megfogalmazás eredetét és a szerzői jogokat jelzi, nem szolgál a cikkben szereplő információk forrásmegjelöléseként.